# Figliola figliò/'O magliaro
Figliola figliò/‘O magliaro, pubblicato nel 1962, è un singolo del cantante italiano Mario Trevi.

## Storia
Il disco contiene due brani inediti di Mario Trevi. Nel brano  'O magliaro Trevi veste anche i panni di autore, con lo pseudonimo Iverta (Trevi al contrario).

## Omaggi
Il 23 gennaio 2014 i Sangue Mostro pubblicano l'album Cuo-Rap. Il brano Magliari contiene la voce campionata di Mario Trevi, estratta dal brano  'O magliaro.

## Tracce
Lato A
- Figliola figliò (De Crescenzo-Alfieri)

Lato B
- ‘O magliaro (Manzoni-Iverta-Schiano)

## Incisioni
Il singolo fu inciso su 45 giri, con marchio Durium- serie Royal (QCA 1265).
Direzione arrangiamenti: M° Eduardo Alfieri.